# Melosperma angustifolia
Melosperma angustifolia är en grobladsväxtart som beskrevs av Rodolfo Amando Philippi. Melosperma angustifolia ingår i släktet Melosperma och familjen grobladsväxter. Inga underarter finns listade i Catalogue of Life.